# NGC 394
NGC 394 je čočková galaxie v souhvězdí Ryb. Její zdánlivá jasnost je 14,0m a úhlová velikost 0,6′ × 0,3′. Je vzdálená 205 milionů světelných let, průměr má 35 000 světelných let. Galaxii objevil 26. října 1854 R. J. Mitchell, asistent William Parsons.

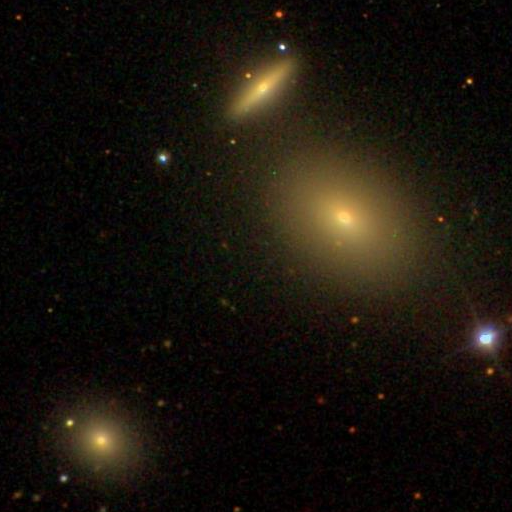
NGC 394 menší nahoře s NGC 392 uprostřed a NGC 397 vlevo dole